# جمعية كشافة أنغولا
جمعية كشافة أنغولا هي المنظمة الكشفية الوطنية في أنغولا، تأسست في عام 1994 وأصبحت عضوا في المنظمة العالمية للحركة الكشفية في 13 يونيو عام 1998، وتم الترحيب بها رسميا في المنظمة الكشفية العالمية في المؤتمر الكشفي العالمي في جنوب أفريقيا في يوليو 1999. والجمعية هي عضو في كشافة المجتمع الناطقة بالبرتغالية.
جمعية كشافة أنغولا مختلطة ولديها 13,777 عضو اعتبارا من عام 2008، في 54 مجموعة موزعة على البلاد. أنغولا هي العضو التاسع والأحدث من المنطقة الجنوبية لمنطقة أفريقيا. على الرغم من ان الكشافة في بداية الانتشار، إلا أن البلاد تشهد بعد سنوات من الحرب الأهلية والاضطرابات السياسية، وهذا من شأنه أن يعطل التنمية، ولا سيما في المناطق الريفية.

## روابط خارجية
- الموقع الرسمي